# Искрите на отмъщението
Искрите на отмъщението (на турски: Cesur ve Güzel, в най-близък превод Дръзки и красиви, Смели и красиви или Дързост и красота) е турски драматичен сериал, излязъл на телевизионния екран през 2016 г. и излъчен в много страни на света. Сериалът е отличен с наградата за най-добра драма на 12-ия Международния фестивал в Сеул (12th Seoul International Drama Awards). 

## Сюжет
Красив мъж на име Джесур пристига от големия мегаполис Истанбул в малкото градче Корлудаа. Запознава се със Сюхан, красивата дъщеря на богатия земевладелец Тахсин Корлудаа. Двамата се влюбват един в друг, но има тайни, които двамата не знаят. Техните семейства са в отдавнашен конфликт. Бащите крият тъмна страна от живота си и изпитват ненавист един към друг от много години. По тази причина голямата любов на Джесур и Сюхан се оказва в опасност. С течение на времето ще се разкрие тайната от миналото, заради която Джесур е дошъл в Корлудаа. 

## Излъчване
| Сезон | Епизоди | Начало на сезона | Край на сезона | Всички епизоди | ТВ сезон    | ТВ канал | Дата и час        |
| ----- | ------- | ---------------- | -------------- | -------------- | ----------- | -------- | ----------------- |
| 1     | 32      | 10 ноември 2016  | 22 юни 2017    | 1 – 32         | 2016 – 2017 | Star TV  | четвъртък (20:00) |

## Излъчване в България
| Сезон | Епизоди | Начало на сезона     | Край на сезона    | Всички епизоди | ТВ сезон       | ТВ канал | Дата и час                 |
| ----- | ------- | -------------------- | ----------------- | -------------- | -------------- | -------- | -------------------------- |
| 1     | 89      | 11 септември 2018 г. | 29 януари 2019 г. | 1 – 89         | 2018 – 2019 г. | bTV      | всеки делничен ден (20:00) |

## Актьорски състав
- Къванч Татлъту – Джесур Алемдароглу/Карахасаноглу
- Туба Бююкюстюн – Сюхан Корлудаа-Алемдароглу
- Тамер Левент – Тахсин Корлудаа
- Еркан Авджъ – Корхан Корлудаа
- Серкан Алтънурак – Бюлент Айдънбаш
- Сезин Акбашогулларъ – Джахиде Корлудаа
- Деврим Якут – Михрибан Айдънбаш
- Мюфит Каяджан – Ръфат Илбей
- Нихан Бюйюкагач – Адалет Сойозлю-Корлудаа
- Фърат Алтънмеше – Кемал Бозлу
- Ърмак Йорнек – Ширин Турхан-Бозлу
- Окдай Корунан – Салих Турхан
- Гьозде Тюркпенче – Бану Вардар
- Ъшъл Дайоглу – Рейхан Турхан
- Зейнеп Къзълтан – Хюлия
- Джансу Тюреди – Неджля
- Тилбе Саран – Фюген Карахасаноглу
- Ийт Йозшенер – Ръза
- Сердар Йозер – Прокурор Серхат
- Кахраман Сиври – Мехмет
- Серхат Парил – Туран Фишекчи
- Синан Пекинтон – Четин Вардар
- Яшар Акън – Митхат Топакчъ
- Арас Онгун – Йомер
- Али Пънар – Хасан Карахасаноглу
- Первин Багдат – Нурхан Корлудаа

## В България
В България сериалът започва на 11 септември 2018 г. по bTV и завършва на 29 януари 2019 г. Дублажът е на студио Медиа Линк. Ролите се озвучават от Таня Димитрова, Татяна Захова, Виктор Танев, Димитър Иванчев и Станислав Димитров.
На 17 август започва повторно излъчване по bTV Lady и завършва на 7 декември. На 12 май 2020 г. започва ново повторение и завършва на 14 август.
На 11 март 2022 г. започва повторно излъчване по Dizi